# Juventus Football Club 1987-1988
Questa voce raccoglie le informazioni riguardanti la Juventus Football Club nelle competizioni ufficiali della stagione 1987-1988.

## Stagione
(Carlo Felice Chiesa, 3 febbraio 1988)

Il neoacquisto Luigi De Agostini in azione sotto lo sguardo di Laudrup.

La squadra piemontese dovette prepararsi ad affrontare la stagione senza l'apporto di Platini, protagonista assoluto dell'ultimo vittorioso lustro bianconero, ritiratosi a sorpresa pochi mesi prima, all'età di trentadue anni, a causa di sempre più pressanti malanni fisici. La società sabauda confermò il tecnico Marchesi in panchina mentre all'attacco, in sostituzione del partente Serena di ritorno all'Inter, mise a segno quello che sulla carta era il colpo di mercato dell'anno con l'ingaggio di Ian Rush, prolifico attaccante gallese prelevato dagli inglesi del Liverpool, il quale tuttavia non riuscì a emulare in maglia bianconera le gesta del suo storico connazionale Charles.
L'annata della Juventus risultò al di sotto delle aspettative. Tutta la rosa si mostrò indebolita dall'assenza delle giocate di Platini, cui Marchesi cercò di sopperire con un robusto centrocampo guidato dall'onesto mestierante Marino Magrin, arrivato dall'Atalanta; una scelta che non diede i frutti sperati. La delusione maggiore fu rappresentata da Rush che patì diversi problemi d'ambientamento, non legò coi compagni e soprattutto non riuscì ad adattarsi ai ritmi – e alle difese – del calcio italiano tanto che, pur affermandosi come il capocannoniere della squadra, mise a referto 13 reti totali (al di sotto dei suoi standard in terra inglese) di cui solo 7 in Serie A.
La formazione sabauda chiuse il campionato al sesto posto, raggiunto dopo la vittoria ai rigori sui concittadini del Torino nello speciale derby di spareggio per l'accesso alla Coppa UEFA. Nella seconda manifestazione continentale per club, il cammino dei bianconeri s'interruppe presto già ai sedicesimi, estromessi dai greci del Panathīnaïkos, mentre in Coppa Italia la Juventus si spinse fino alle semifinali, dove stavolta furono i succitati granata ad avere la meglio. Fu questa l'ultima stagione da calciatore di Scirea; il capitano bianconero appenderà gli scarpini al chiodo al termine del campionato, deciso a intraprendere la carriera di allenatore.

## Divise e sponsor

Ian Rush nella sua unica stagione alla Juventus. Qui il gallese indossa la speciale divisa rosanero sfoggiata dalla squadra il 1º novembre 1987, ispirata a quella delle origini, per il novantenario del club.

Il fornitore tecnico della stagione è Kappa, mentre lo sponsor ufficiale è Ariston. Come da consuetudine dei piemontesi nella seconda metà degli anni 1980, alla classica divisa casalinga a strisce verticali bianconere, con pantaloni e calze bianche, venne affiancata una muta da trasferta gialloblù – i colori comunali della Città di Torino – composta da maglia e calzettoni gialli, e pantaloncini blu. Sul petto, all'altezza del cuore, era presente la "scatolina" bordata d'oro atta a contenere le simboliche due stelle.
| Casa | Trasferta | Novantenario |

Inoltre il 1º novembre 1987, data in cui cadde il novantesimo anniversario di fondazione dell'allora Sport-Club Juventus, in occasione della sfida di campionato contro l'Avellino la squadra scese in campo al Comunale con una speciale casacca celebrativa rosanero, ispirata alla storica uniforme usata dai calciatori juventini sino ai primi anni del XX secolo; tale rielaborazione si caratterizzò per una maglia rosa, con un grande colletto bianco, e numeri di gioco neri come pantaloni e calze. Realizzate in una tiratura limitata di 999 esemplari, tali divise andarono in seguito a un'asta benefica in favore dell'AIRC.
| 1ª portiere | 2ª portiere | 3ª portiere |

## Rosa
| N. |                   | Ruolo | Calciatore                |
| -- | ----------------- | ----- | ------------------------- |
|    | Italia (bandiera) | P     | Luciano Bodini            |
|    | Italia (bandiera) | P     | Stefano Tacconi           |
|    | Italia (bandiera) | D     | Sergio Brio               |
|    | Italia (bandiera) | D     | Pasquale Bruno            |
|    | Italia (bandiera) | D     | Antonio Cabrini           |
|    | Italia (bandiera) | D     | Luigi De Agostini         |
|    | Italia (bandiera) | D     | Luciano Favero            |
|    | Italia (bandiera) | D     | Stefano Lo Porto          |
|    | Italia (bandiera) | D     | Nicolò Napoli             |
|    | Italia (bandiera) | D     | Gaetano Scirea (capitano) |
|    | Italia (bandiera) | D     | Paolo Siroti              |
|    | Italia (bandiera) | D     | Roberto Tricella          |

| N. |                       | Ruolo | Calciatore        |
| -- | --------------------- | ----- | ----------------- |
|    | Italia (bandiera)     | C     | Angelo Alessio    |
|    | Italia (bandiera)     | C     | Ivano Bonetti     |
|    | San Marino (bandiera) | C     | Massimo Bonini    |
|    | Italia (bandiera)     | C     | Mauro Conte       |
|    | Danimarca (bandiera)  | C     | Michael Laudrup   |
|    | Italia (bandiera)     | C     | Marino Magrin     |
|    | Italia (bandiera)     | C     | Massimo Mauro     |
|    | Italia (bandiera)     | C     | Beniamino Vignola |
|    | Italia (bandiera)     | A     | Renato Buso       |
|    | Italia (bandiera)     | A     | Andrea Caverzan   |
|    | Italia (bandiera)     | A     | Antonino Gambino  |
|    | Galles (bandiera)     | A     | Ian Rush          |

## Risultati

### Serie A

#### Girone di andata
| Arbitro: | Fabricatore (Roma) |

|                   |           |  |
| Magrin 72’ (rig.) | Marcatori |  |

| Arbitro: | Longhi (Roma) |

|             |           |  |
| Ekström 56’ | Marcatori |  |

| Arbitro: | Lo Bello (Siracusa) |

|                          |           |            |
| Rush 44’, 59’ Favero 75’ | Marcatori | 81’ Júnior |

| Arbitro: | Bergamo (Livorno) |

|                        |           |          |
| Elkjær 38’ (rig.), 48’ | Marcatori | 67’ Brio |

| Arbitro: | Agnolin (Bassano del Grappa) |

|                   |           |  |
| Boniek 42’ (aut.) | Marcatori |  |

| Arbitro: | Lanese (Messina) |

|                |           |                 |
| Serena 9’, 73’ | Marcatori | 51’ De Agostini |

| Arbitro: | Baldas (Trieste) |

|                                            |           |  |
| Colantuono 39’ (aut.) Rush 75’ Alessio 87’ | Marcatori |  |

| Arbitro: | Casarin (Milano) |

|             |           |                                    |
| Elliott 41’ | Marcatori | 18’ De Agostini 90’ (aut.) Elliott |

| Arbitro: | Paparesta (Bari) |

|               |           |                |
| Brio 53’, 70’ | Marcatori | 75’ Rizzitelli |

| Arbitro: | Frigerio (Milano) |

|           |           |  |
| Magrin 2’ | Marcatori |  |

| Arbitro: | Lo Bello (Siracusa) |

|                                   |           |             |
| De Napoli 26’ Maradona 87’ (rig.) | Marcatori | 76’ Cabrini |

| Arbitro: | Casarin (Milano) |

|            |           |                |
| Cabrini 6’ | Marcatori | 52’ Vierchowod |

| Arbitro: | D'Elia (Salerno) |

|                       |           |                              |
| Crippa 40’ Gritti 66’ | Marcatori | 57’ Alessio 84’ (aut.) Rossi |

| Arbitro: | Longhi (Roma) |

|  |           |            |
|  | Marcatori | 62’ Gullit |

| Arbitro: | Casarin (Milano) |

|              |           |                 |
| Rebonato 58’ | Marcatori | 19’ De Agostini |

#### Girone di ritorno
| Arbitro: | Agnolin (Bassano del Grappa) |

|             |           |          |
| Albiero 76’ | Marcatori | 31’ Buso |

| Arbitro: | Sguizzato (Verona) |

|                                         |           |  |
| Brio 2’ Magrin 16’, 66’ Rush 60’ (rig.) | Marcatori |  |

| Arbitro: | Baldas (Trieste) |

|                       |           |  |
| Júnior 54’ Pagano 81’ | Marcatori |  |

| Torino 14 febbraio 1988, ore 15:00 CET 19ª giornata | Juventus        | 0 – 0 referto | Verona | Stadio Comunale Vittorio Pozzo\| Arbitro: \| Magni (Bergamo) \| |
| Arbitro:                                            | Magni (Bergamo) |               |        |                                                                 |

| Arbitro: | Lombardo (Marsala) |

|                   |           |  |
| Desideri 63’, 78’ | Marcatori |  |

| Arbitro: | Pezzella (Frattamaggiore) |

|                   |           |  |
| Magrin 69’ (rig.) | Marcatori |  |

| Arbitro: | Sguizzato (Verona) |

|             |           |  |
| Bertoni 25’ | Marcatori |  |

| Arbitro: | Lanese (Messina) |

|                              |           |                |
| De Agostini 25’ Tricella 65’ | Marcatori | 30’ Bernazzani |

| Cesena 27 marzo 1988, ore 15:30 CEST 24ª giornata | Cesena                    | 0 – 0 referto | Juventus | Stadio Dino Manuzzi\| Arbitro: \| Pezzella (Frattamaggiore) \| |
| Arbitro:                                          | Pezzella (Frattamaggiore) |               |          |                                                                |

| Arbitro: | Longhi (Roma) |

|                |           |          |
| Giovannelli 8’ | Marcatori | 31’ Rush |

| Arbitro: | Lanese (Messina) |

|                                             |           |            |
| Cabrini 19’ Rush 67’ De Agostini 74’ (rig.) | Marcatori | 83’ Careca |

| Arbitro: | Pezzella (Frattamaggiore) |

|                              |           |                       |
| Bonomi 28’ (rig.) Vialli 40’ | Marcatori | 44’ Buso 90+1’ Scirea |

| Arbitro: | Agnolin (Bassano del Grappa) |

|                       |           |             |
| Tricella 29’ Rush 88’ | Marcatori | 43’ Polster |

| Milano 8 maggio 1988, ore 16:00 CEST 29ª giornata | Milan            | 0 – 0 referto | Juventus | Stadio Giuseppe Meazza\| Arbitro: \| Lanese (Messina) \| |
| Arbitro:                                          | Lanese (Messina) |               |          |                                                          |

| Arbitro: | Casarin (Milano) |

|                        |           |                          |
| De Agostini 78’ (rig.) | Marcatori | 31’ Baggio 75’ Di Chiara |

#### Spareggio per il 6º posto
| Arbitro: | D'Elia (Salerno) |

|                                  |                      |                                       |
| Cravero Bresciani Comi Benedetti | Tiri di rigore 2 – 4 | Vignola De Agostini Brio Cabrini Rush |

### Coppa Italia

#### Fase a gironi
| Arbitro: | Lombardo (Marsala) |

|  |           |                                    |
|  | Marcatori | 23’ Mauro 37’ Brio 66’ De Agostini |

| Arbitro: | Casarin (Milano) |

|                            |                      |                                 |
| Galderisi 2’               | Marcatori            | 51’ Mauro                       |
| Galderisi Monelli Pin Caso | Tiri di rigore 2 – 4 | Magrin Vignola De Agostini Brio |

| Arbitro: | Lo Bello (Siracusa) |

|                                      |           |  |
| De Agostini 35’ Buso 46’ Vignola 79’ | Marcatori |  |

| Arbitro: | Cornieti (Forlì) |

|                                 |                      |                                        |
| Magrin Vignola De Agostini Brio | Tiri di rigore 4 – 2 | Casaroli Maragliulo Pancheri D'Ottavio |

| Arbitro: | D'Elia (Salerno) |

|                                 |           |                 |
| Piovanelli 1’ Sclosa 15’ (rig.) | Marcatori | 73’ De Agostini |

#### Fase finale
| Arbitro: | Sguizzato (Verona) |

|          |           |  |
| Rush 74’ | Marcatori |  |

| Arbitro: | Magni (Bergamo) |

|                          |           |                                          |
| Júnior 39’ Slišković 88’ | Marcatori | 19’, 28’, 49’, 54’ Rush 23’, 75’ Laudrup |

| Arbitro: | Longhi (Roma) |

|                    |           |             |
| Cabrini 76’ (aut.) | Marcatori | 58’ Alessio |

| Arbitro: | Amendolia (Messina) |

|          |           |  |
| Brio 38’ | Marcatori |  |

| Arbitro: | Casarin (Milano) |

|                      |           |  |
| Gritti 57’ Rossi 67’ | Marcatori |  |

| Arbitro: | D'Elia (Salerno) |

|                                 |           |                        |
| Brio 55’ De Agostini 63’ (rig.) | Marcatori | 19’ (aut.) De Agostini |

### Coppa UEFA
| Arbitro: | Martin |

|  |           |                                   |
|  | Marcatori | 27’, 43’ Laudrup 37’, 68’ Alessio |

| Arbitro: | Antōniou |

|                                 |           |  |
| Magrin 22’ Vignola 59’ Rush 86’ | Marcatori |  |

| Arbitro: | Bridges |

|              |           |  |
| Saravakos 5’ | Marcatori |  |

| Arbitro: | Quiniou |

|                                     |           |                              |
| Cabrini 48’, 72’ (rig.) Alessio 59’ | Marcatori | 46’ Saravakos 53’ Dīmopoulos |

## Statistiche

### Statistiche di squadra
| Competizione | Punti | In casa | In casa | In casa | In casa | In casa | In casa | In trasferta | In trasferta | In trasferta | In trasferta | In trasferta | In trasferta | In campo neutro | In campo neutro | In campo neutro | In campo neutro | In campo neutro | In campo neutro | Totale | Totale | Totale | Totale | Totale | Totale | D.R. |
| Competizione | Punti | G       | V       | N       | P       | Gf      | Gs      | G            | V            | N            | P            | Gf           | Gs           | G               | V               | N               | P               | Gf              | Gs              | G      | V      | N      | P      | Gf     | Gs     | D.R. |
| ------------ | ----- | ------- | ------- | ------- | ------- | ------- | ------- | ------------ | ------------ | ------------ | ------------ | ------------ | ------------ | --------------- | --------------- | --------------- | --------------- | --------------- | --------------- | ------ | ------ | ------ | ------ | ------ | ------ | ---- |
| Serie A      | 31    | 15      | 10      | 2       | 3       | 23      | 10      | 15           | 1            | 7            | 7            | 12           | 20           | 1               |                 | 1               |                 |                 |                 | 31     | 11     | 10     | 10     | 35     | 30     | +5   |
| Coppa Italia |       | 5       | 4       | 1       | 0       | 7       | 1       | 6            | 2            | 2            | 2            | 12           | 8            |                 |                 |                 |                 |                 |                 | 11     | 6      | 3      | 2      | 19     | 9      | +10  |
| Coppa UEFA   |       | 2       | 2       | 0       | 0       | 6       | 2       | 2            | 1            |              | 1            | 4            | 1            |                 |                 |                 |                 |                 |                 | 4      | 3      | 0      | 1      | 10     | 3      | +7   |
| Totale       | -     | 22      | 16      | 3       | 3       | 36      | 13      | 23           | 4            | 9            | 10           | 28           | 29           | 1               |                 | 1               |                 |                 |                 | 46     | 20     | 13     | 13     | 64     | 42     | +22  |

## Giovanili

### Organigramma
- Primavera
  - Allenatore: Antonello Cuccureddu

- Berretti
  - Allenatore: Nenè

- Allievi
  - Allenatore: Salvatore Jacolino

- Giovanissimi
  - Allenatore: Elio Mesiti